# Othonna sparsiflora
Othonna sparsiflora là một loài thực vật có hoa trong họ Cúc. Loài này được (S.Moore) B.Nord. mô tả khoa học đầu tiên năm 1961.